# Valentine's Day (canción de David Bowie)
«Valentine's Day» es una canción del músico británico David Bowie, publicada en el álbum de estudio The Next Day y como cuarto sencillo del álbum el 19 de agosto de 2013.

## Publicación
«Valentine's Day» fue publicado como sencillo el 19 de agosto de 2013 en el Reino Unido y un día después en los Estados Unidos. A comienzos de agosto de 2013, el sencillo fue añadido a la lista 2's A-list de la BBC Radio. El sencillo entró en la lista británica Airplay Chart Top 40 el 9 de agosto de 2013, convirtiéndose en el segundo sencillo más exitoso de The Next Day después de «Where Are We Now?». 

## Videoclip
El videoclip de «Valentine's Day» fue dirigido por Indrani y Markus Klinko, quien colaboró anteriormente con David Bowie en su álbum de 2002 Heathen. El videoclip incluyó a Bowie en un silo abandonado de Red Hook, Nueva York, tocando una guitarra G2T Hohner y cantando la letra de la canción. Varios periodistas contrastaron el video de «Valentine's Day» con el predecesor y polémico videoclip de «The Next Day», describiéndolo como más «moderado» en comparación. Sin embargo, también incluyó indicios sobre la violencia y la NRA, sugiriendo un sutil mensaje antiarmas.

## Personal
- David Bowie: voz y guitarra eléctrica.
- Earl Slick: guitarra acústica.
- Tony Visconti: bajo.
- Sterling Campbell: batería.